# Yenicami Ağdelen SK
Maillots
Le Yenicami Ağdelen Spor Kulübü, plus couramment abrégé en Yenicami Ağdelen SK, est un club de football de Chypre du Nord fondé en 1951 et basé à Nicosie, la capitale de l'île.
Le club joue ses matchs à domicile au Stade Atatürk de Nicosie.

## Palmarès
| \| - Championnat de Chypre du Nord (7) : - Champion : 1970-71, 1972-73, 1973-74, 1975-76, 1983-84, 2013-14 et 2014-15. - Coupe de Chypre du Nord (8) : - Vainqueur : 1961-62, 1972-73, 1973-74, 1988-89, 2002-03, 2012-13, 2014-15 et 2019-20. - Finaliste : 1957-58, 1960-61, 1968-69, 1969-70, 1977-78, 1980-81, 2003-04, 2013-14, 2015-16 et 2018-19. \| \| - Supercoupe de Chypre du Nord (5) : - Vainqueur : 2013, 2014, 2015, 2018 et 2019. - Finaliste : 1984, 1989,2017 et 2020. - Başbakanlık Kupası (1) : - Vainqueur : 1983. \| |  | |
| - Championnat de Chypre du Nord (7) : - Champion : 1970-71, 1972-73, 1973-74, 1975-76, 1983-84, 2013-14 et 2014-15. - Coupe de Chypre du Nord (8) : - Vainqueur : 1961-62, 1972-73, 1973-74, 1988-89, 2002-03, 2012-13, 2014-15 et 2019-20. - Finaliste : 1957-58, 1960-61, 1968-69, 1969-70, 1977-78, 1980-81, 2003-04, 2013-14, 2015-16 et 2018-19. |  | - Supercoupe de Chypre du Nord (5) : - Vainqueur : 2013, 2014, 2015, 2018 et 2019. - Finaliste : 1984, 1989,2017 et 2020. - Başbakanlık Kupası (1) : - Vainqueur : 1983. |

## Personnalités du club

### Présidents du club
- Kaan Kaner

### Entraîneurs du club
- İltaç Karayel